# Oleg Antonov
Oleg Konstantinovič Antonov (rusky Олег Константинович Антонов, 25. lednajul./ 7. února 1906greg. – 4. dubna 1984) byl sovětský letecký konstruktér a nositel řady sovětských vyznamenání.
O. K. Antonov se podílel na stavbě svého prvního bezmotorového letounu již v roce 1924 v Saratově, který byl určen pro II. všesvazové plachtařské mistrovství na Krymu. Následně Antonov odchází do Leningradu studovat na polytechnický institut, kde s větroněm Město Leninovo zahájil stavbu série úspěšných kluzáků. Jeden z typů byl v roce 1929 zařazen do sériové výroby. Po promoci byl Antonov jmenován do funkce šéfkonstruktéra moskevské továrny větroňů. Po prvním typu Standard pro základní plachtařský výcvik vzniklo dalších 20 letadel. Kromě jednoduchých dřevěných kluzáků to byla i řada vysokovýkonných větroňů RF (Red Front). Pro jejich výrobu nechala sovětská vláda postavit novou továrnu v Tušinu, kam se Antonov přestěhoval se svým konstrukčním štábem.
V roce 1937 navrhl první motorový letoun LEM-2. Jednalo se o motorizovaný nákladní kluzák, řešený jako samokřídlo se dvěma tenkými nosníky pomocných ocasních ploch a jedním motorem o výkonu 74 kW.
V roce 1940 byl Antonov pověřen upravením německého hornoplošníku Fieseler Fi 156 pro službu v SSSR. Antonov letoun vybavil jinou pohonnou jednotkou a pod označením ŠS připravil jeho sériovou výrobu v Kaunasu. Ta však nebyla realizována následkem napadení Sovětského svazu, kdy byl závod během prvního útoku zničen. V prosinci 1940 Antonov vyhrál konkurs na stavbu vojenského nákladního kluzáku, schopného přenést družstvo deseti mužů. Za války byla jeho výroba převedena z Tušina do Tjumeni, kde jich bylo do roku 1941 postaveno 400 kusů.
V létě roku 1941 vznikl zvláštní kluzák KT (Kryljatyj Tank), což byla kombinace šestitunového výsadkového tanku s kluzákem. K vlečení sloužil letoun TB-3. KT zalétal pilot Sergej Anochin, zůstalo však pouze u testů.
Po roce 1941 Antonov pracoval v Jakovlevově konstrukční skupině, kde měl na starosti vývoj a výrobu stíhacích letounů Jak-3 v evakuovaném závodě v Novosibisku. Zde také vznikl první projekt víceúčelového dvouplošníku An-2, jehož výroba byla zahájena v roce 1949.
Po II. světové válce Antonov pokračoval v konstruování předválečných celodřevěných bezmotorových letounů U-S4 a U-S5, které byly znovu zavedeny do výroby pod uznačením A-1 a A-2. Následovaly větroně A-9 a dvosedadlová verze A-10, A-11 (150 kusů), A-13 (200 kusů) a A-15 (600 kusů).
První z řady úspěšných turbovrtulových hornoplošníků konstrukční kanceláře O. K. Antonova, An-8, byl veřejnosti představen na přehlídce v Tušinu roku 1956. Letoun s velkou nájezdovou rampou v zadní části trupu poháněla dvojice pohonných jednotek Kuzněcov NK-4 o výkonu po 3750 kW.
Větší produkce se dočkal typ An-12 stejné koncepce, avšak se čtyřmi motory Ivčenko AI-20K s výkonem po 2980 kW. Vyráběl se do roku 1973 pro vojenské letectvo a civilní dopravce Aeroflot, LOT, Balkan Air, Air Guinée a Iraqi Airways. Původně vznikl jen jako vojenská verze typu An-10 Ukrajina, který sloužil od července 1959 na linkách Aeroflotu. Od roku 1962 Antonov konstruoval obří čtyřmotorový hornoplošník An-22 Antej, vystavovaný v roce 1965 na pařížském aerosalonu v Le Bourget. Titul největšího letadla světa držel do roku 1968, kdy jej předstihl stroj Lockheed C-5 Galaxy.
Hlavní výrobní program kyjevského leteckého závodu tvořil v období 1959-1978 dvoumotorový turbovrtulový dopravní letoun An-24, vyráběný v několika verzích. An-24T nahradil ve výrobě transportní An-26 s variabilním interiérem pro přepravu osob i nákladů. V roce 1974 poprvé vzlétla průzkumná fotografická verze An-30 s prosklenou přídí. Varianta An-32 s dvojnásobným výkonem motorů byla určená pro vysoko položená letiště a pro provoz v oblastech s vysokou teplotou vzduchu.
Do další typové řady hornoplošníků patří dvoumotorový pístový letoun An-14 z roku 1958 a její vylepšená turbovrtulová verze An-28, jehož výrobu Sovětský svaz předal polské továrně WSK-PZL v Mielci.
První proudový letoun Antonovovy konstrukční kanceláře byl typ An-72 pro 32 cestujících z roku 1977. 29. září 1983 poprvé vzlétla jeho modernější verze An-74.
Antonov pracoval jako hlavní konstruktér v kyjevské letecké továrně, která byla nakonec počátkem osmdesátých let dvacátého století pojmenována jeho jménem (ОКБ им. О. К. Антонова) a v roce 1989 přejmenována na závod ANTK Antonov (Авиационный научно-технический комплекс Антонов).

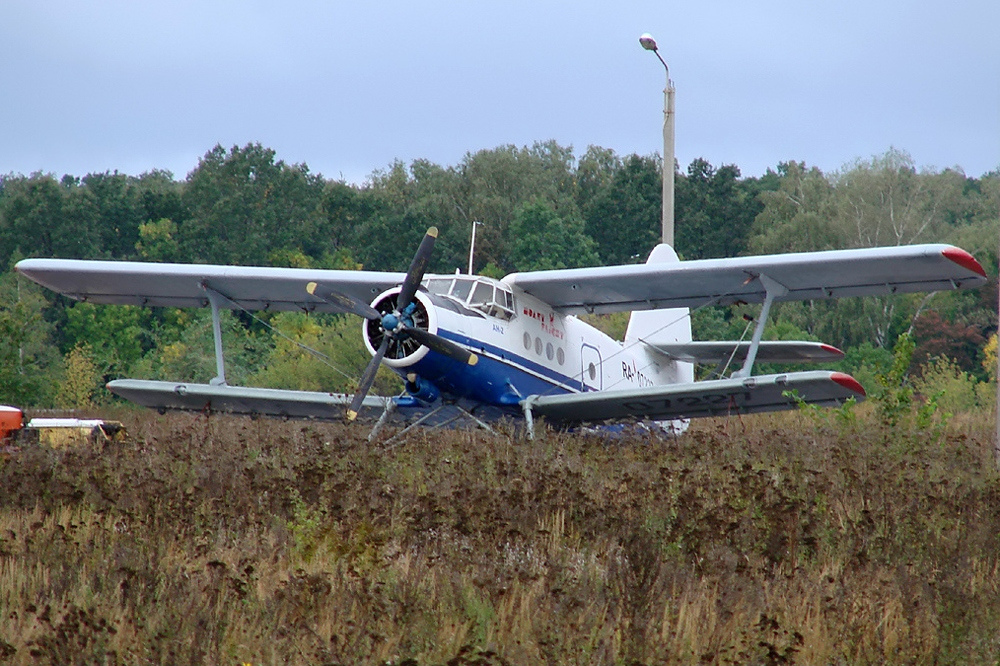
Аn-2
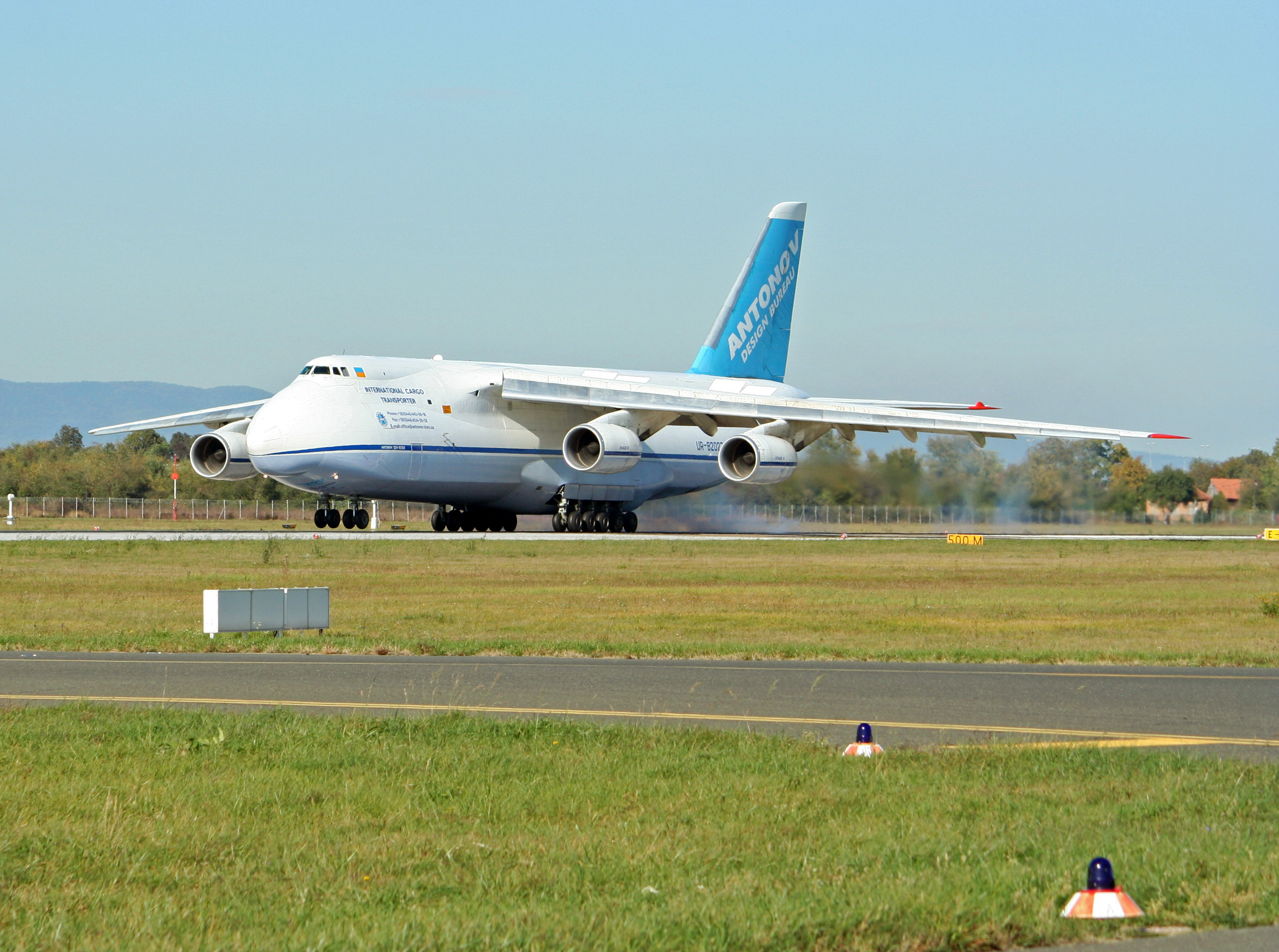
Аn-124
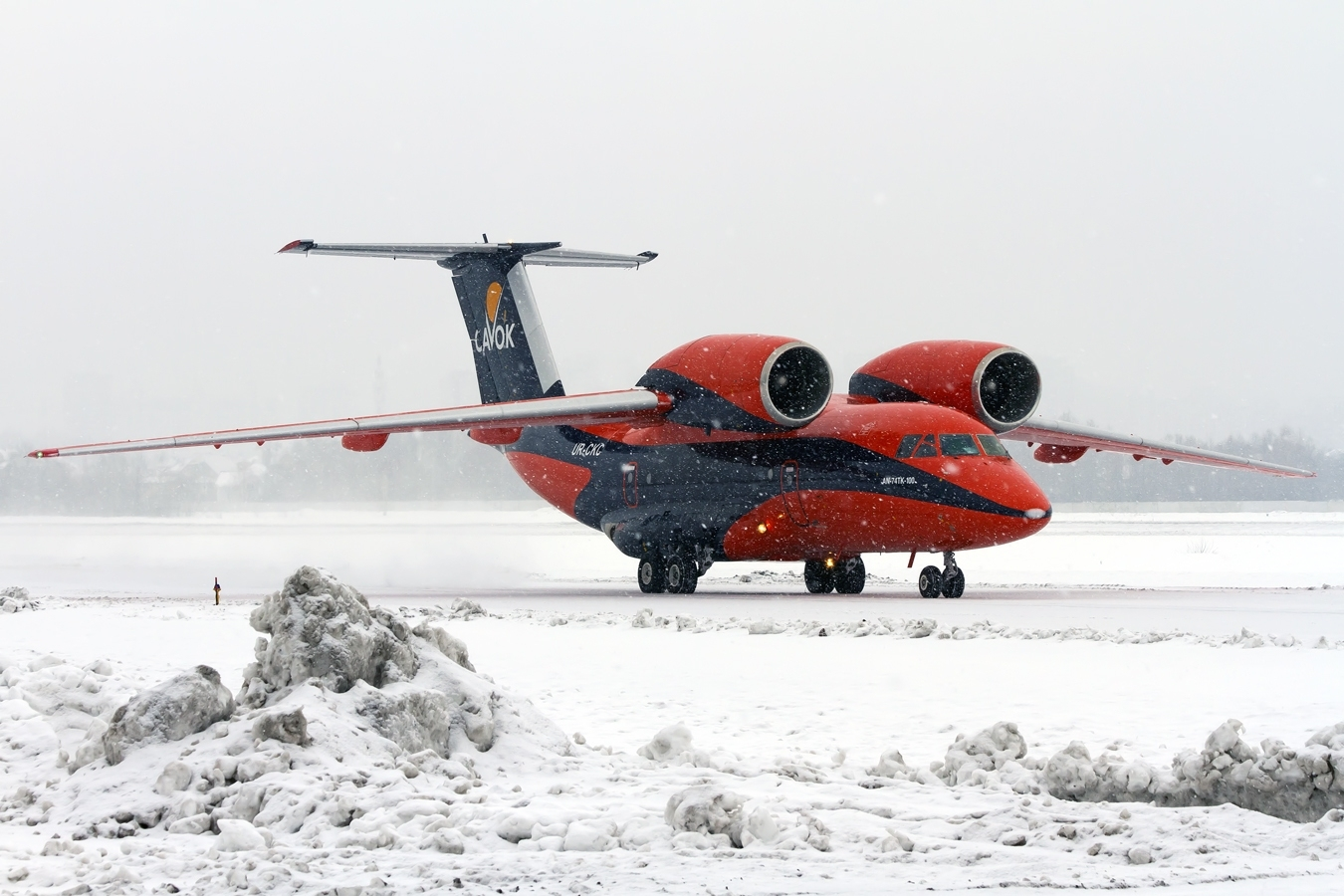
Аn-74
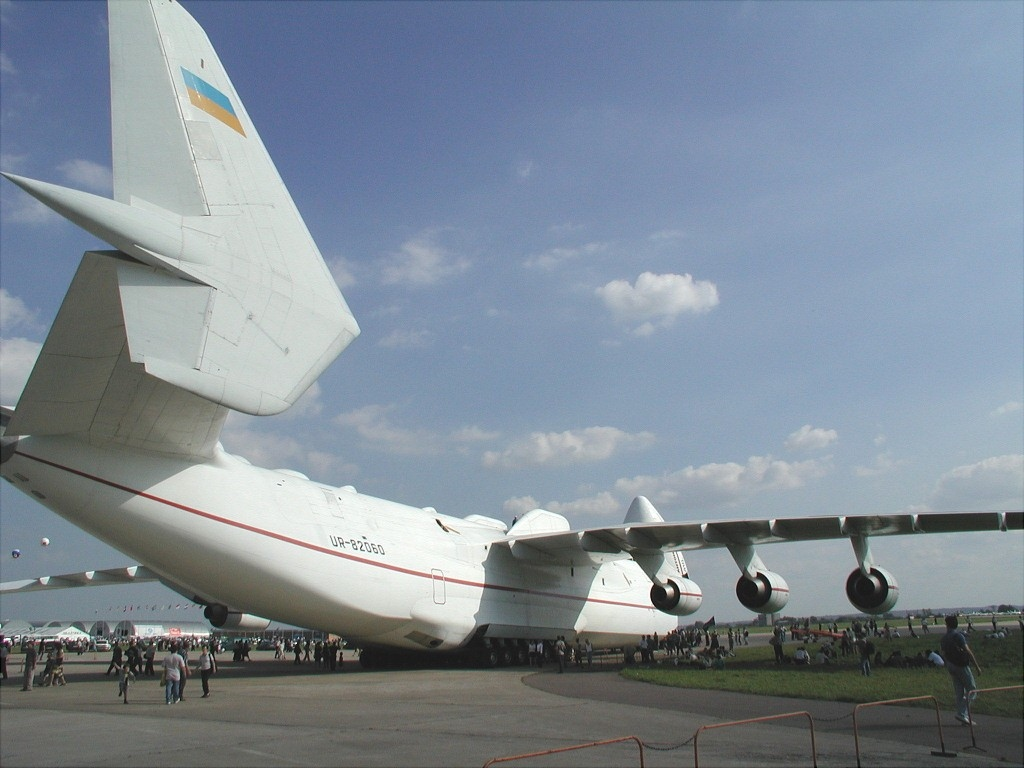
Аn-225
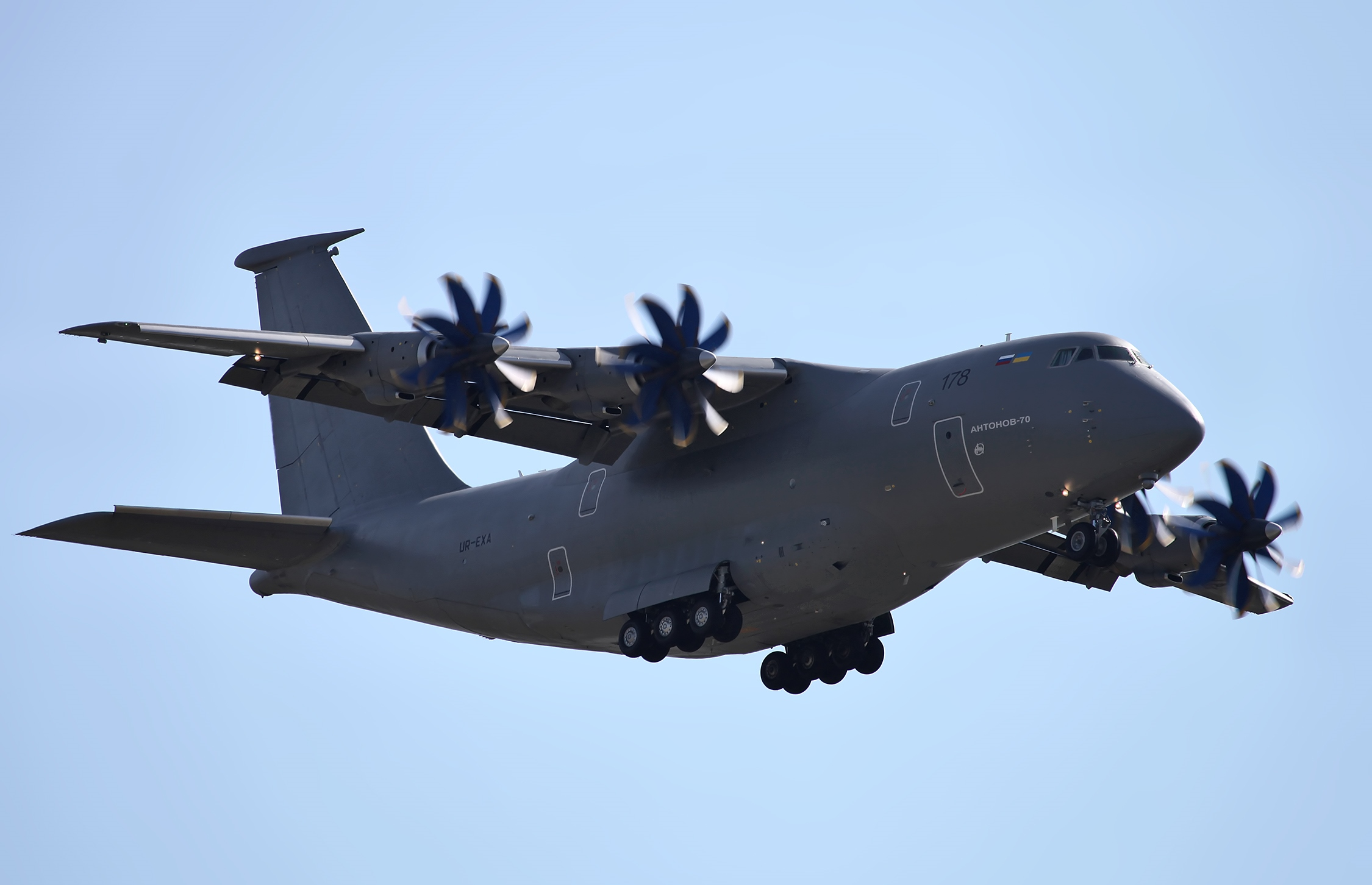
Аn-70
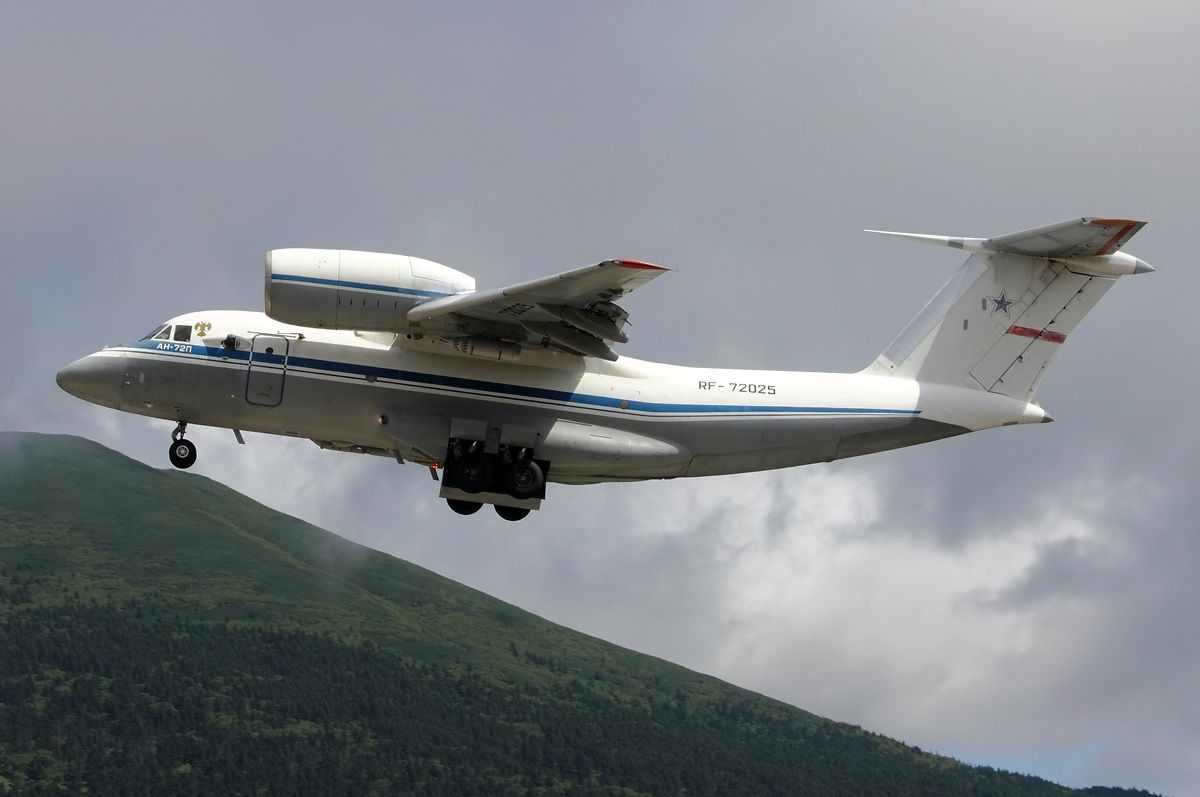
Аn-72 с
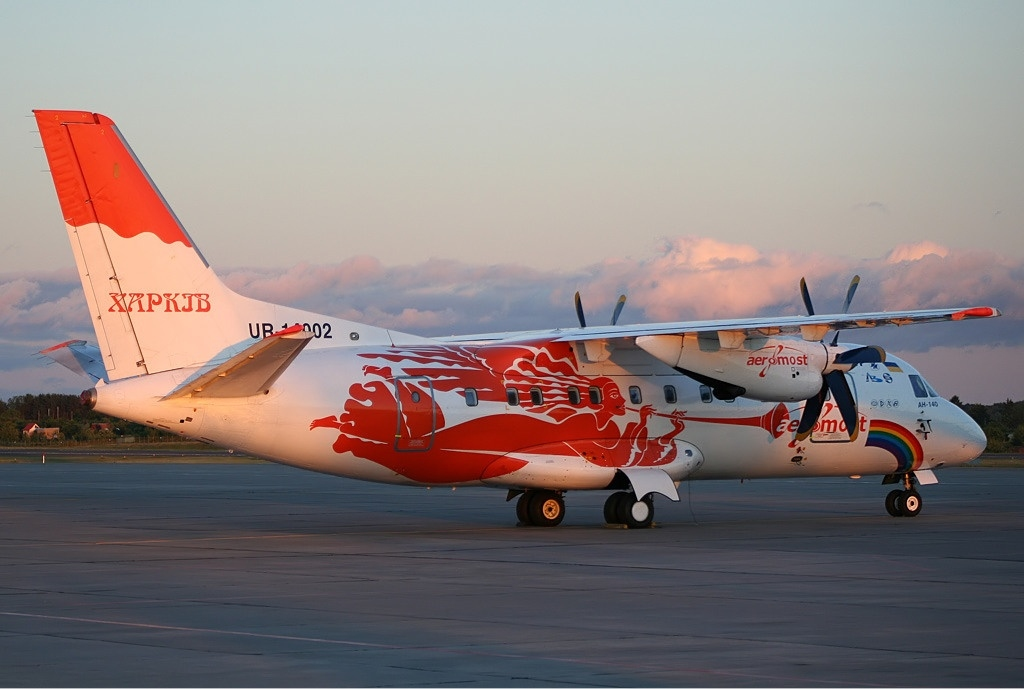
Аn-140
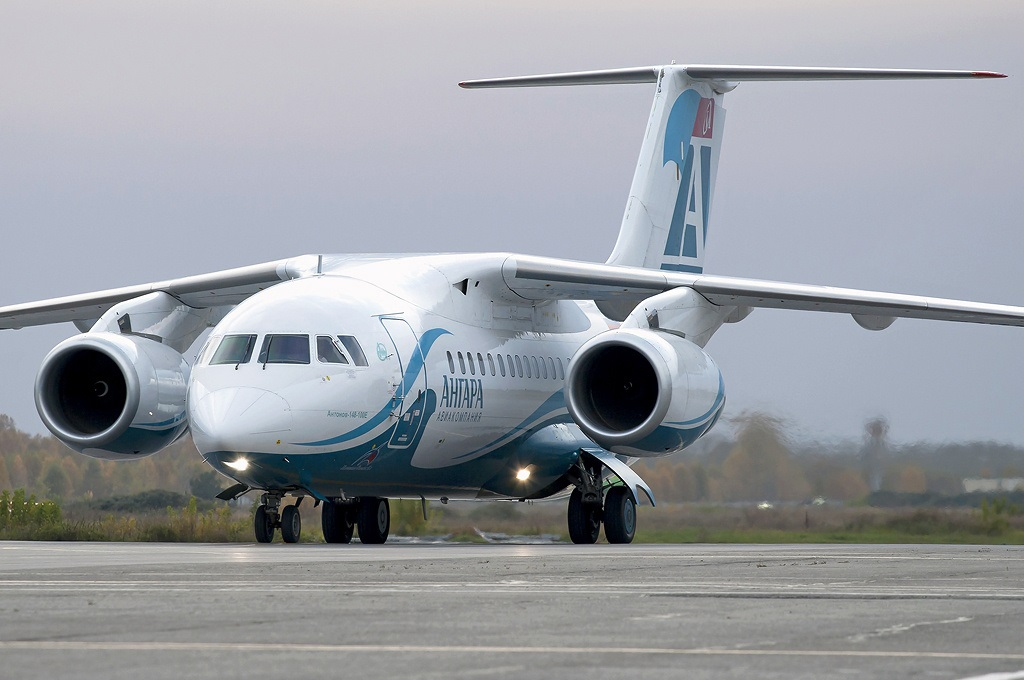
Аn-148